# Cyrano de Bergerac (pel·lícula de 1950)
|  | Per a altres significats, vegeu «Cyrano de Bergerac (desambiguació)». |

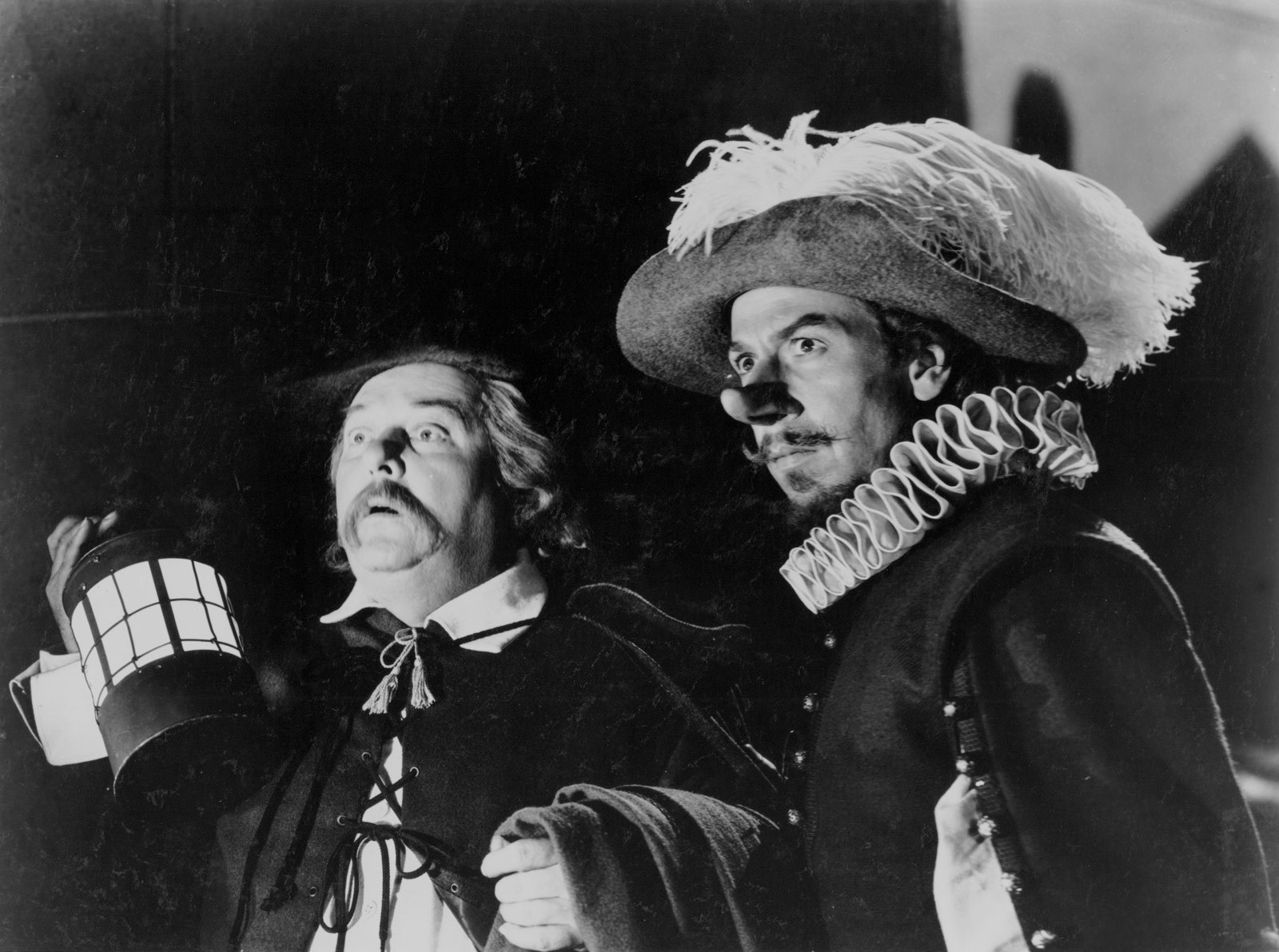
Lloyd Corrigan i José Ferrer

Cyrano de Bergerac és una pel·lícula estatunidenca dirigida per Michael Gordon, estrenada el 1950. Es tracta d'una de les nombroses adaptacions cinematogràfiques de l'obra de teatre d'Edmond Rostand, Cyrano de Bergerac. Ha estat doblada al català.

## Argument
Cyrano, el carismàtic poeta i espadatxí, està enamorat de Roxane igual que el seu amic Christian, però aquest, que té tot l'atractiu que li manca a Cyrano, no sap com festejar-la. Cyrano va en ajuda del seu tímid amic prestant-li les seves paraules i sensibilitat per escriure cartes d'amor i poesia. Roxane s'enamora de la persona que escriu les cartes, convençuda que és Christian.

## Repartiment
- José Ferrer: Cyrano de Bergerac
- Mala Powers: Roxane
- William Prince: Christian de Neuvillette
- Morris Carnovsky: El Bret
- Ralph Clanton: Antoine Comte de Guiche
- Lloyd Corrigan: Ragueneau
- Virginia Farmer: Duenna
- Edgar Barrier: Cardenal de Richelieu
- Elena Verdugo: Orange Girl
- Albert Cavens: Vescomte de Valvert
- Arthur Blake: Montfleury
- Percy Helton: Bellerose
- Virginia Christine: Sor Marthe
- Don Beddoe: The Meddler

## Premis i nominacions

### Premis
- 1951: Oscar al millor actor per José Ferrer[3]
- 1951: Globus d'Or al millor actor dramàtic per José Ferrer
- 1951: Globus d'Or a la millor fotografia per Franz Planer

### Nominacions
- 1951: Globus d'Or a la nova estrella femenina per Mala Powers
- 1951: Globus d'Or a la millor pel·lícula dramàtica